# Kaja Juvan
Kaja Juvan (født 25. november 2000 i Ljubljana, Slovenien) er en professionel tennisspiller fra Slovenien.